# Peter Ala Adjetey
Rt. Hon. Peter Ala Adjetey (* 11. August 1931 in Accra, Ghana; † 15. Juli 2008 ebenda) war ein ghanaischer Jurist, Hochschullehrer und Politiker. Seit dem 7. Januar 2001 war er der zweite Sprecher des aktuellen Parlaments der Republik Ghana. Seine Amtszeit endete am 6. Januar 2005.

## Ausbildung
Adjetey besuchte die St. Pauls School in La in der Nähe von Accra und später die Accra Bishop Boys´ School sowie die Accra Academy. Im Jahr 1954 beendete er am University College of the Gold Coast sein Studium mit dem London University intermediate Bachelor of Arts. Adjetey wechselte an die Universität von Nottingham in Großbritannien und beendete sein Studium mit dem Bachelor of Law im Jahr 1958.

## Karriere
Bereits 1959 wurde er in die Rechtsanwaltskammer Middle Temple in London aufgenommen und nach seiner Rückkehr nach Ghana im gleichen Jahr in die Rechtsanwaltskammer in Ghana.
Adjetey arbeitete als Staatsanwalt zwischen 1959 und 1962. Im Jahr 1962 wechselte er von der Staatsanwaltschaft in die Tätigkeit als Anwalt, in der er bis zum 7. Januar 2001 verblieb. Peter Ala Adjetey hatte neben seiner Karriere als Rechtsanwalt verschiedene politische, juristische und lehrende Positionen inne.
Zwischen 1960 und 1962 war er in Teilzeit als Dozent am Institut für Erwachsenenbildung tätig. Zwischen 1964 und 1968 hatte er ebenfalls eine Teilzeittätigkeit als Dozent der Ghana School of Law. Von 1979 bis 1981 war er Mitglied des Parlaments. Er war in dieser Zeit Vorsitzender des parlamentarischen Rechtsausschusses. Im Jahr 1985 bis 1989 war er nationaler Präsident der Rechtsanwaltskammer Ghanas und seit 2000 war er Präsident der Vereinigung Afrikanischer Rechtsanwaltskammern. Zwischen 1995 und 1998 war er nationaler Vorsitzender der New Patriotic Party (NPP).

## Positionen und Mitgliedschaften
Neben seinen wesentlichen Karriereschritten hatte Adjetey verschiedene Positionen inne und war Mitglied in wichtigen ghanaischen Organisationen:
- 1960–1662, Mitglied des Pharmay Boards
- 1968–1970, Vorsitzender der Ghana State Fishing Corporation
- 1972–1973, Vorsitzender des National Publicity Committees
- 1973–1977, Vorsitzender des Legal Committee, Accra City Council (Stadtrat von Accra)
- 1973–1980, Vorsitzender der State Farms Corporation
- 1974–1977, Mitglied des Accra Planning Committee
- 1973–1976, Mitglied des Rechtsrates von Ghana (Judicial Council of Ghana)
- 1984–1989, Mitglied des Rechtsrates von Ghana (Judicial Council of Ghana)